# Lijst van coaches van het Grieks voetbalelftal (mannen)
Dit is een lijst van bondscoaches van het Grieks voetbalelftal mannen.

## Bondscoaches
| Naam                      | Land van herkomst | Begin periode     | Einde periode    | Prijzen | Opmerkingen/Wijze van vertrek                        |
| ------------------------- | ----------------- | ----------------- | ---------------- | ------- | ---------------------------------------------------- |
| Georgios Kalafatis        | Griekenland       | 1 augustus 1920   | 30 augustus 1920 |         |                                                      |
| Apostolos Nikolaidis      | Griekenland       | 1 april 1929      | 8 april 1929     |         |                                                      |
| Jan Kopriva               | Tsjechië          | 29 april 1929     | 30 mei 1930      |         |                                                      |
| Loukas Panourgias         | Griekenland       | 27 maart 1932     | 2 juli 1932      |         |                                                      |
| Konstantinos Negrepontis  | Griekenland       | 3 juni 1933       | 5 februari 1934  |         |                                                      |
| Apostolos Nikolaidis      | Griekenland       | 15 maart 1934     | 15 januari 1935  |         |                                                      |
| Stamatis Konstantaras     | Griekenland       | 10 juni 1935      | 30 juni 1935     |         |                                                      |
| Jozsef Künsztler          | Hongarije         | 1 mei 1936        | 31 mei 1936      |         |                                                      |
| Stamatis Konstantaras     | Griekenland       | 15 juni 1936      | 30 juni 1936     |         |                                                      |
| Konstantinos Negrepontis  | Griekenland       | 22 januari 1938   | 20 februari 1938 |         |                                                      |
| Konstantinos Negrepontis  | Griekenland       | 23 april 1948     | 13 december 1950 |         |                                                      |
| Antonis Migiakis          | Griekenland       | 8 april 1951      | 8 april 1951     |         |                                                      |
| Giannis Chelmis           | Griekenland       | 1 oktober 1951    | 30 oktober 1951  |         |                                                      |
| Nikos Katrantzos          | Griekenland       | 20 november 1951  | 30 november 1951 |         |                                                      |
| Antonis Migiakis          | Griekenland       | 6 mei 1952        | 9 mei 1953       |         |                                                      |
| Konstantinos Negrepontis  | Griekenland       | 18 oktober 1953   | 1 november 1953  |         |                                                      |
| Giannis Chelmis           | Griekenland       | 1 januari 1954    | 30 maart 1954    |         |                                                      |
| Antonis Migiakis          | Griekenland       | 7 november 1954   | 21 januari 1955  |         |                                                      |
| Giannis Chelmis           | Griekenland       | 1 maart 1955      | 31 mei 1955      |         |                                                      |
| Konstantinos Andritsos    | Griekenland       | 22 april 1956     | 30 april 1956    |         |                                                      |
| Vittore Martini           | Italië            | 1 maart 1957      | 15 oktober 1958  |         |                                                      |
| Antonis Migiakis          | Griekenland       | 3 december 1958   | 3 december 1958  |         |                                                      |
| Paul Baron                | Frankrijk         | 1 juli 1959       | 25 april 1960    |         |                                                      |
| Tryfon Tzanetis           | Griekenland       | 1 juli 1960       | 3 mei 1961       |         |                                                      |
| Antonis Migiakis          | Griekenland       | 1 juli 1961       | 23 oktober 1961  |         |                                                      |
| Tryfon Tzanetis           | Griekenland       | 1 juli 1962       | 13 mei 1964      |         |                                                      |
| Lakis Petropoulos         | Griekenland       | 29 november 1964  | 27 oktober 1965  |         |                                                      |
| Panos Markovic            | Griekenland       | 1 juli 1966       | 7 maart 1967     |         |                                                      |
| Lakis Petropoulos         | Griekenland       | 8 maart 1967      | 5 november 1967  |         |                                                      |
| Konstantinos Karapatis    | Griekenland       | 1 oktober 1968    | 13 oktober 1968  |         |                                                      |
| Dan Georgiadis            | Griekenland       | 21 november 1968  | 27 juli 1969     |         |                                                      |
| Lakis Petropoulos         | Griekenland       | 15 oktober 1969   | 6 juli 1971      |         |                                                      |
| Billy Bingham             | Noord-Ierland     | 30 september 1971 | 21 februari 1973 |         |                                                      |
| Alketas Panagoulias       | Griekenland       | 22 februari 1973  | 6 mei 1976       |         |                                                      |
| Lakis Petropoulos         | Griekenland       | 1 juli 1976       | 30 juni 1977     |         |                                                      |
| Alketas Panagoulias       | Griekenland       | 21 september 1977 | 29 november 1981 |         |                                                      |
| Christos Archontidis      | Griekenland       | 20 januari 1982   | 25 februari 1984 |         |                                                      |
| Miltos Papapostolou       | Griekenland       | 7 maart 1984      | 22 november 1988 |         |                                                      |
| Alekos Sofianidis         | Griekenland       | 15 november 1988  | 29 maart 1989    |         |                                                      |
| Antonis Georgiadis        | Griekenland       | 5 april 1989      | 30 juni 1992     |         |                                                      |
| Alketas Panagoulias       | Griekenland       | 2 september 1992  | 30 juni 1994     |         |                                                      |
| Konstantinos Polychroniou | Griekenland       | 7 september 1994  | 8 april 1998     |         |                                                      |
| Anghel Iordănescu         | Roemenië          | 3 augustus 1998   | 29 maart 1999    |         |                                                      |
| Vasilios Daniil           | Griekenland       | 31 maart 1999     | 6 september 2001 |         |                                                      |
| Nikolaos Christidis       | Griekenland       | 7 juni 2001       | 15 augustus 2001 |         | Interim, Otto Rehhagel vervangt hem                  |
| Otto Rehhagel             | Duitsland         | 9 augustus 2001   | 30 juni 2010     | EK      | Ontslag genomen, Fernando Santos vervangt hem        |
| Fernando Santos           | Portugal          | 1 juli 2010       | 30 juni 2014     |         | Contract niet verlengd, Claudio Ranieri vervangt hem |
| Claudio Ranieri           | Italië            | 25 juli 2014      | 15 november 2014 |         | Ontslagen                                            |
| Konstantinos Tsanas       | Griekenland       | 16 november 2014  | 18 november 2014 |         | Interim, Sergio Markarián vervangt hem               |
| Sergio Markarián          | Uruguay           | 12 februari 2015  | 21 juli 2015     |         | Ontslag genomen                                      |
| Konstantinos Tsanas       | Griekenland       | 7 augustus 2015   | 30 oktober 2015  |         | Interim                                              |
| Michael Skibbe            | Duitsland         | 30 oktober 2015   | 25 oktober 2018  |         | Ontslagen, Angelos Anastasiadis vervangt hem         |
| Angelos Anastasiadis      | Griekenland       | 8 november 2018   | 15 juli 2019     |         | Ontslagen, John van 't Schip vervangt hem            |
| John van 't Schip         | Nederland         | 31 juli 2019      | 31 december 2021 |         | Ontslag genomen, Gustavo Poyet vervangt hem          |
| Gustavo Poyet             | Uruguay           | 11 februari 2022  | 31 maart 2024    |         |                                                      |
| Nikolaos Papadopoulos     | Griekenland       | 20 mei 2024       | 12 juni 2024     |         | interim                                              |

EPO · A-internationals · Bondscoaches · Selecties · Grieks vrouwenelftal · Olympisch elftal · Griekenland U21 · Griekenland U20 · Griekenland U19 · Griekenland U18 · Griekenland U17 · Griekenland U16
1920 – 1929 ·
1930 – 1939 ·
1940 – 1949 ·
1950 – 1959 ·
1960 – 1969 ·
1970 – 1979 ·
1980 – 1989 ·
1990 – 1999 ·
2000 – 2009 ·
2010 – 2019 ·
2020 − 2029
EK 1980 · 
EK 2004 · 
EK 2008 · 
EK 2012
WK 1994 · 
WK 2010 · 
WK 2014
OS 1920 · 
OS 1952 · 
OS 2004
1920 · 
1921–1928 · 
1929 · 
1930 · 
1931 · 
1932 · 
1933 · 
1934 · 
1935 · 
1936 · 
1937 · 
1938 · 
1939–1947 · 
1948 · 
1949 · 
1950 · 
1952 · 
1952 · 
1953 · 
1954 · 
1955 · 
1956 · 
1957 · 
1958 · 
1959 · 
1960 · 
1961 · 
1962 · 
1963 · 
1964 · 
1965 · 
1966 · 
1967 · 
1968 · 
1969 · 
1970 · 
1971 · 
1972 · 
1973 · 
1974 · 
1975 · 
1976 · 
1977 · 
1978 · 
1979 · 
1980 · 
1981 · 
1982 · 
1983 · 
1984 · 
1985 · 
1986 · 
1987 · 
1988 · 
1989 · 
1990 · 
1991 ·
1992 · 
1993 · 
1994 · 
1995 · 
1996 · 
1997 · 
1998 · 
1999 · 
2000 · 
2001 · 
2002 · 
2003 · 
2004 · 
2005 · 
2006 · 
2007 · 
2008 · 
2009 · 
2010 · 
2011 · 
2012 · 
2013 · 
2014 · 
2015 · 
2016 · 
2017 · 
2018 ·
2019 ·
2020 ·
2021 ·
2022 ·
2023
Albanië ·
Argentinië ·
Armenië ·
Australië ·
België ·
Bolivia ·
Bosnië en Herzegovina ·
Brazilië ·
Bulgarije ·
Canada ·
Chili ·
Colombia ·
Costa Rica ·
Cyprus ·
Denemarken ·
DDR · 
Duitsland ·
Ecuador · 
Egypte ·
El Salvador ·
Engeland ·
Estland ·
Ethiopië ·
Faeröer ·
Finland ·
Frankrijk ·
Georgië ·
Ghana ·
Gibraltar ·
Honduras ·
Hongarije ·
Ierland ·
IJsland ·
Israël ·
Italië ·
Ivoorkust ·
Japan ·
Joegoslavië ·
Kameroen ·
Kazachstan ·
Kosovo ·
Kroatië ·
Letland ·
Libië ·
Liechtenstein ·
Litouwen ·
Luxemburg ·
Malta ·
Marokko ·
Mexico ·
Moldavië ·
Montenegro ·
Nederland ·
Nieuw-Zeeland ·
Nigeria ·
Noord-Ierland ·
Noord-Korea · 
Noorwegen ·
Oekraïne ·
Oostenrijk ·
Palestina ·
Paraguay · 
Polen ·
Portugal ·
Qatar ·
Roemenië ·
Rusland ·
San Marino ·
Saoedi-Arabië · 
Schotland ·
Senegal · 
Servië · 
Slovenië ·
Slowakije ·
Sovjet-Unie ·
Spanje ·
Syrië ·
Tsjechië ·
Tsjecho-Slowakije ·
Turkije ·
Verenigde Staten ·
Wales ·
Wit-Rusland · 
Zuid-Korea ·
Zweden ·
Zwitserland
Colombia (2014) · 
Costa Rica (2014) · 
Duitsland (2012) · 
Ivoorkust (2014) · 
Japan (2014) ·
Polen (2012) ·
Portugal (2004, 2) · 
Rusland (2008) ·
Rusland (2012) ·
Spanje (2008) ·
Tsjechië (2012) ·
Zuid-Korea (2010) ·
Zweden (2008)